# Lappmarken

Västerbotten i Lappmarken w granicach Królestwa Szwecji (1796)

Lappmarken (fiń. Lapinmaa lub Lapinmaat) – szwedzki termin używany od średniowiecza na określenie obszaru zamieszkiwanego w czasach historycznych przez Lapończyków. 
Terytorium Lappmarken obejmowało należącą do Królestwa Szwecji północną część Półwyspu Skandynawskiego oraz północnej Finlandii. W przybliżeniu obszar Lappmarken odpowiada krainom historycznym Laponia i części Jämtland, Härjedalen i Västerbotten we współczesnej Szwecji oraz krainie historycznej Laponia w Finlandii. Obejmowało także część północno-wschodniej Norwegii (Finnmark).
Obszar Lappmarken podzielony był na kilka historycznych jednostek terytorialnych (tzw. lappmark). W ten sposób uregulowano m.in. sprawę ściągania podatków na rzecz Korony szwedzkiej. Terytoria poszczególnych lappmark obejmowały doliny większych rzek. Istniało sześć takich obszarów:
- Kemi lappmark; dolina rzeki Kemijoki (szw. Kemiälven)
- Torne lappmark; dolina rzeki Torneälven
- Lule lappmark; dolina rzeki Luleälven
- Pite lappmark; dolina rzeki Piteälven
- Lycksele lappmark (do 1673 Ume lappmark); dolina rzeki Umeälven
- Åsele lappmark (do ok. 1695 Ångermanna lappmark); dolina rzeki Ångermanälven